# Take Me Home Tonight (Lied)
Take Me Home Tonight ist ein Lied von Eddie Money aus dem Jahr 1986, das von Michael Leeson, Peter Vale, Ellie Greenwich, Jeff Barry und Phil Spector geschrieben wurde. Es erschien auf dem Album Can’t Hold Back.

## Geschichte
Nach seiner Veröffentlichung am 16. August 1986 wurde der Rock-Titel nur in Moneys Heimat, den Vereinigten Staaten, ein Hit und erreichte in den Billboard Hot 100 Platz 4. International fand das Lied wenig Beachtung und schaffte es nur in wenigen Ländern in die Charts.
Das Lied beginnt mit einer elektrischen Synthgitarre und wird später von der typischen E-Gitarre unterstützt. Ursprünglich wurde das Lied in einem Duett mit Ronnie Spector aufgenommen. Spector sang den Refrain von Be My Baby (einem Hit der Ronettes, bei denen Spector Leadsängerin war), nachdem Money „just like Ronnie sang“ gesungen hatte. Veröffentlicht wurde das Lied jedoch nur mit Eddie Money als einzigem Interpreten, trotzdem ist Spectors Part noch auf dem Lied zu hören. Über die Entstehung des Liedes sagt Money, dass er von einer unbekannten Person mit dem Namen „Garth“, welcher in der Kindheit ein Freund von einem Mitglied Moneys Begleitband war, inspiriert wurde. Er wollte immer auf den Dächern der Häuser von anderen Personen schlafen. Andere Quellen sagen, das Lied nehme zum Produzenten Jacob Dooley Stellung, der von einem betrunkenen Mädchen in einer Bar besessen war. Das Mädchen sollte ihn zu sich nach Hause nehmen und zeigen, wie man trinkt (Alkohol), Drogen nimmt und raucht.
2011 wurde das Lied als Titel für einen gleichnamigen Film verwendet.

## Musikvideo
Im Schwarz-Weiß-Musikvideo sieht man Eddie Money zu Beginn allein mit einer Leiter und einem Klappstuhl auf einer leeren Bühne. Er spielt das Lied für ein abwesendes Publikum, dabei werden immer wieder kurze Ausschnitte von Ronnie Spector in einem Make-up-Raum gezeigt. Beide sind während des ganzen Musikvideos nie zusammen auf der Bühne, lediglich sieht man beide in mehreren kleinen Szenen, in denen Money auf der Bühne singt und Spector auf einem Weg, der zur Bühne führt, tanzt.

## Coverversionen
- 2010: Every Avenue und Juliet Simms
- 2010: Topmodelz